# 出撃!! 乙女たちの戦場〜闇を切り裂く、にび色の徹甲弾〜
『出撃!! 乙女たちの戦場〜闇を切り裂く、にび色の徹甲弾〜』（しゅつげき!! おとめたちのせんじょう〜やみをきりさく、にびいろのてっこうだん〜）は、げーせん18より2009年12月18日に発売されたシミュレーションゲーム。

## 登場人物
乃木 庄一（のぎ しょういち）
声 - 無し
主人公。日本軍の士官だったが反逆事件に連座し若くして予備役となった。その後民間軍事会社SAGEにスカウトされ870部隊の隊長として赴任するところから物語が始まる。
和泉・K・東郷（いずみ・ケイト・とうごう）
声 - 花南
メインヒロインのひとり。日本軍では乃木の同期であり、SAGE870部隊の副隊長。IOSへの適性はないが装甲兵器の操縦を得意とする。
舞野 あみ（まいの あみ）
声 - 鳥井紅子

エシュロン
声 - 狛乃ハルコ

武藤 ツカサ（むとう ツカサ）
声 - 鳥井紅子

早乙女 愛（さおとめ あい）
声 - 東かりん

荻谷 学美（おぎや まなび）
声 - 狛乃ハルコ

楠瀬 優（くすのせ ゆう）
声 - 水純なな歩

塩塚 有梨栖（しおつか ありす）
声 - 中家志穂

樋口 洋子（ひぐち ようこ）
声 - 水純なな歩

早乙女 有希（さおとめ ゆき）
声 - 柚木サチ

本多 道雄（ほんだ みちお）
声 - 越雪光

美星 葵（みほし あおい）
声 - 中家志穂

喜虎 琴味（きとら ことみ）
声 - 榛名れん

神崎 真雪（かんざき まゆき）
声 - 高井戸雫

亀梨 琥珀（かめなし こはく）
声 - 高井戸雫

鳳凰院 あやめ（ほうおういん あやめ）
声 - 狛乃ハルコ

鈴木（すずき）
声 - 来栖川勇

芹沢 コウ（せりざわ コウ）
声 - 如月文

木葉 紅葉（このは くれは）
声 - 片岡一郎

近藤 巌（こんどう いわお）
声 - 越雪光

山南 啓太（やまなみ けいた）
声 - 来栖川勇

大田 博（おおた ひろし）
声 - 増岡祐二

斉藤 進（さいとう すすむ）
声 - 小次狼

永倉 新八（ながくら しんぱち）
声 - 増岡祐二

梅原 忠司（うめはら ちゅうじ）
声 - 増岡祐二

木葉 楓（このは かえで）
声 - 蘭丸

西澤 朝陽（にしざわ あさひ）
声 - 東かりん
メインヒロインのひとり。いわゆる天然ボケだが空戦に関しては天才的な才能を秘める。父は日本軍の将官。
米内 忍（よない しのぶ）
声 - 香澄りょう
メインヒロインのひとり。SAGE870部隊支部長で乃木の上司にあたる。軽度のIOS障害があり、IOS兵器に搭乗すると性欲が異常に昂る。現在は一線を退いている。
友永 ジュン（ともなが ジュン）
声 - 鈴音華月

早乙女 登紀子（さおとめ ときこ）
声 - 榛名れん

後藤 理奈（ごとう りな）
声 - 柚木サチ

たなか
声 - 柚李

ロキ
声 - 柚李

レイザーズエッジ
声 - 来栖川勇

七瀬 静香（ななせ しずか）
声 - 榛名れん

飛鳥 南（あすか みなみ）
声 - 野宮香央里

大石 さくら（おおいし さくら）
声 - 来栖川勇

さとう
声 - 越雪光

吉良 雪風（きら ゆきかぜ）
声 - 蘭丸

### 母国復興戦線
リディア・マレンコフ
声 - 成瀬未亜
メインヒロインのひとり。ロシアが開発した戦闘用アンドロイドで現在はフリーの傭兵。
アレクの部下13号（アリア）
声 - 中家志穂

エレーナ
声 - 中家志穂
リディアと同じくアンドロイドであり、リディアの姉にあたる。アレクに忠誠を誓っている。
アレクの部下11号（マリア）
声 - 野宮香央里

アレクの部下12号（リリア）
声 - 榛名れん

アレアクサンドル・バグラチオン
声 - 蘭丸
母国復興戦線のリーダー。変人だが思いやりがあり部下の信頼は厚い。
アレクの部下1号
声 - 小次狼

アレクの部下2号
声 - 越雪光

アレクの部下3号
声 - 来栖川勇

アレクの部下4号
声 - 片岡一郎

アレクの部下5号
声 - 増岡祐二

アレクの部下6号
声 - 如月文

アレクの部下7号
声 - 花南

アレクの部下8号
声 - 柚李

アレクの部下9号
声 - 如月文

アレクの部下10号
声 - 小次狼

### 無所属
ラース
声 - 高井戸雫

スロウス
声 - 鈴音華月

グラトニー
声 - 花南

エンヴィー
声 - 榛名れん

ラスト
声 - 野宮香央里

プライド
声 - 榛名れん

グリード
声 - 高井戸雫

遊戯（ゆうぎ）
声 - 野宮香央里

おとぎ
声 - 野宮香央里

神崎 夏海（かんざき なつみ）
声 - 柚木サチ

内村 知佳（うちむら ちか）
声 - 鈴音華月

綺堂 ユーリヤ（きどう ユーリヤ）
声 - 鈴音華月
リディアと同じく戦闘用アンドロイドでありフリーの傭兵。トリガーハッピー。
咲 詩織（さき しおり）
声 - 水純なな歩

龍野 晶子（りゅうの しょうこ）
声 - 柚木サチ

牟田口 恭次（むたぐち きょうじ）
声 - 片岡一郎

スミス
声 - 小次狼

武田 勘吉（たけだ かんきち）
声 - 如月文

井上 次郎（いのうえ じろう）
声 - 越雪光

山 三十郎（やま さんじゅうろう）
声 - 来栖川勇

藤堂 平次（とうどう へいじ）
声 - 如月文

田原 佐之助（たはら さのすけ）
声 - 増岡祐二

伊藤 光一（いとう こういち）
声 - 片岡一郎

グラ
声 - 小次狼

グリ
声 - 越雪光

ヘルモード
声 - 小次狼

沖田 総二（おきた そうじ）
声 - 柚李

土方 歳雪（ひじかた としゆき）
声 - 蘭丸

石井 直也（いしい なおや）
声 - 蘭丸

### 初回特典
伊藤 美緒（いとう みお）
声 - 水純なな歩

てぃ
声 - 狛乃ハルコ